# Irwin Shaw
Irwin Shaw, właśc. Irwin Gilbert Shamforoff (ur. 27 lutego 1913, zm. 16 maja 1984 w Davos) – amerykański dramatopisarz, scenarzysta i autor powieści.

## Życiorys
Urodził się jako Irwin Shamforoff w południowym Bronksie, dzielnicy Nowego Jorku, w rodzinie żydowskich emigrantów z Rosji. Wkrótce po jego narodzinach Shamforoffowie przeprowadzili się do Brooklynu i zmienili nazwisko na Shaw. Tam spędził młodość i chodził do college’u, który ukończył w 1934. W szkole redagował szkolną gazetę.
Rozpoczął pisanie scenariuszy w 1935, kiedy miał 21 lat. W tym czasie napisał też kilka radiowych słuchowisk, a w tym Dick Tracy, The Gumps i Studio One. W 1936 napisał i wystawił pierwszą sztukę, Bury the Dead o żołnierzach poległych na wojnie. W latach 40. napisał kilka scenariuszy filmowych, w tym Talk of the Town (komedia o wolności jednostki), The Commandos Strike at Dawn (bazujący na opowiadaniu C.S. Forestera o komandosach w okupowanej Norwegii) i Easy Living (o piłkarzu, który nie mógł grać z powodów zdrowotnych).
Podczas II wojny światowej zaciągnął się do armii i służył jako warrant officer w Europie. Na podstawie tamtych doświadczeń napisał pierwszą powieść Młode lwy, opublikowaną w 1948, która odniosła sukces i została sfilmowana w 1958 pod tym samym tytułem. Shaw był niezadowolony z ekranizacji.
Drugą powieścią była The Troubled Air, kronika czasu maccartyzmu, wydana w 1951. Był jednym z tych, którzy podpisali petycję z prośbą do Sądu Najwyższego Stanów Zjednoczonych o rewizję wyroku dla pisarzy Johna Howarda Lawsona i Daltona Trumbo.
Fałszywie oskarżony o związki z komunizmem poprzez publikacje Red Channels, znalazł się na Czarnej liście Hollywood, osób sympatyzujących z Komunistyczną Partią Stanów Zjednoczonych. W 1951 opuścił USA i zamieszkał w Europie, gdzie spędził 25 lat, większość w Paryżu i Szwajcarii. W latach 50. napisał kilka scenariuszy, w tym Desire Under the Elms (na podstawie sztuki Eugene'a O’Neilla) i Fire Down Below (o włóczędze morskim na Karaibach).
Podczas pobytu w Europie napisał kilka bestsellerów, w tym Lucy Crown (1956), Two Weeks in Another Town (1960) i Pogoda dla bogaczy (Rich Man, Poor Man, 1970), na podstawie którego został nakręcony miniserial w 1976.
Zasiadał w jury konkursu głównego na 27. MFF w Cannes (1974).
Za życia otrzymał kilka prestiżowych nagród, w tym dwie O. Henry Awards, National Institute of Arts and Letters i trzy Playboy Awards.

## Wybrana twórczość
- Młode lwy (Young Lions, 1948), wyd. polskie 1958
- Poszukiwania na ulicach miasta (Mixed Company, 1950), wyd. polskie 1958
- Zakłócenia w eterze (The Troubled Air, 1951), wyd. polskie 1992
- Lucy Crown 1956, wyd. polskie 1960, 1975, 1999, 2003, 2007[1]
- Dwa tygodnie w innym mieście (Two Weeks in Another Town, 1960)
- Głosy letniego dnia i inne utwory (Voices of the Summer Day, 1965)
- Short Stories, 1966
- Pogoda dla bogaczy (Rich Man, Poor Man, 1970), wyd. polskie 1976
- Wieczór w Bizancjum (Evening in Byzantium, 1973), wyd. polskie 1975
- Hotel Św. Augustyna (Nightwork, 1975), wyd. polskie 1979
- Szus (Dosięgnąć szczytu) (The Top of the Hill, 1979), wyd. polskie 1984
- Chleb na wody płynące (Bread upon the Waters, 1981), wyd. polskie 1990
- Dopuszczalne straty (Acceptable Losses, 1982), wyd. polskie 1991